# Kadievo, Plovdiv
Kadievo (în bulgară Кадиево) este un sat în comuna Rodopi, regiunea Plovdiv,  Bulgaria. 

## Demografie
Componența etnică a satului Kadievo
     Bulgari (24,75%)
     Nicio identificare (75,24%)
     Altele (0%)
La recensământul din 2011, populația satului Kadievo era de 1.107 locuitori. Nu există o etnie majoritară, locuitorii fiind  și bulgari (24,75%). Pentru 75,24% din locuitori nu este cunoscută apartenența etnică.